# 皐紗
皐紗（Sascia、さしゃ、2009年7月21日 - ）は、日本の子役。ヒラタオフィス所属。かつてはギラルド 沙羅（Sara Ghirardo、ギラルド さら）名義でスマイルモンキーに所属していた。

## 経歴・人物
イタリア人の父親と日本人の母親のハーフ。特技は社交ダンス、ジャズダンスを挙げている。
テレビドラマ『相棒』のseason15で社マリア役を演じていたチリ出身のピエレット・キャサリンより、2018年放送のseason16から役を引き継いだ。
2018年にヒットしたインディーズ映画『カメラを止めるな!』に出演し、BD/DVD発売時にはキャスト一覧にも記載されている。
2023年10月をもって、小学2年生のころから6年半所属していたスマイルモンキーを退所した。
2024年5月よりヒラタオフィスに所属。所属にあたって、活動名を「ギラルド沙羅」から「皐紗」に変更した。

## 出演

### テレビドラマ
- 夢を与える（2015年、WOWOW）
- 最上の命医2017（2017年8月23日、テレビ東京） - 患者 役
- 相棒 season16 第10話・第13話（2018年1月1日・24日、テレビ朝日） - 社マリア 役
- 特捜9 season3 第3話（2020年4月22日、テレビ朝日） - 江藤ゆり子〈幼少期〉 役
- バベル九朔 最終話（2020年12月22日、日本テレビ） - 白い服の少女 役[7]
- ひきこもり先生シーズン2（2022年12月17日・24日、NHK総合） - 森山絵麻 役[8]

### その他テレビ番組
- いないいないばあっ!（2010年、NHK教育）
- 歴史秘話ヒストリア 女王はいずこに眠る クレオパトラの墓の謎（2016年7月15日、NHK総合） - 娘 役
- 竹内力、始めました 第5回（2016年9月、チャンネルNECO）
- ごちそんぐDJ（2016年、NHK Eテレ）
- ジブリのうた（2018年8月9日、NHK総合）
- 0.1％の奇跡!逆転無罪ミステリー（2019年6月10日、テレビ東京）再現VTR出演
- 天才てれびくんhello,（5月24日 - 26日、NHK Eテレ）

### 映画
- カメラを止めるな!（2018年6月23日公開、ENBUゼミナール/アスミック・エース、監督：上田慎一郎） - Vシネ子役 役
- 約束のネバーランド（2020年12月18日公開、東宝、監督：平川雄一朗） - イベット 役
- 恋い焦れ歌え（2022年5月27日公開、「恋い焦れ歌え」製作委員会、監督：熊坂出） - 美智子 役

### 舞台
- Team BareboAt 実験公演 vol.2「囁きの花束 2022 -healing reading live-」（2022年5月5日、晴れたら空に豆まいて） - 『きょうだい』潤也 役[9]
- Team BareboAt 実験公演 vol.3「囁きの花束 2023 -healing reading live-」（2023年4月29日、晴れたら空に豆まいて）[10]

### インターネットテレビ
- ギラギラ超特急 第3回（2019年1月8日、Yahoo!JAPAN）
- 進研ゼミ放課後チャレンジ「【クイズ対決】なんでもランキングクイズ#1」（2021年5月10日・17日、YouTube）

### CM
- レゴランド・ジャパン「家族みんなでLEGOLAND JAPANのハロウィンを楽しもう!」（2017年）
- シャープ AQUOS R2「ドラマティック」篇（2018年）
- UQ mobile UQUEEN「合唱団」篇（2022年）

### Web広告
- 森永製菓「ダース ならべダース」Webムービー（2017年）
- 愛知県「“いくいく！愛知育” #モノスゴ愛知でマツケンmovie第3弾」（2018年）

### MV
- Leetspeak monsters「13th Friday night」（2019年）
- スフィア「best friends」（2019年）
- SawanoHiroyuki[nZk]「Tranquility」（2019年）
- Kra「Dis WORLD」（2020年）

### スチール
- 「ハグオール」カタログ（2016年）
- イオン「モントイズ」チラシ（2016年）
- ジャストシステム「スマイルゼミ 小学生向け通信教育」（2017年）